# Protection de l'environnement en Nouvelle-Calédonie
 (décembre 2013).
Si vous disposez d'ouvrages ou d'articles de référence ou si vous connaissez des sites web de qualité traitant du thème abordé ici, merci de compléter l'article en donnant les références utiles à sa vérifiabilité et en les liant à la section « Notes et références ».
Le schéma d'aménagement et de développement de la Nouvelle-Calédonie a été prévu par la Loi organique du 19 mars 1999 qui avait pour objet d’exprimer les orientations fondamentales en matière d’infrastructures, de formation initiale et continue, d’environnement, d’équipements, de services d’intérêt territorial et de développement économique, social et culturel.
L’environnement est soumis à des pressions plus ou moins fortes (activités minières, érosion, sédimentation) aboutissant à des détériorations qui peuvent dans certains cas s’avérer irréversibles. Afin d’assurer la conservation et la gestion durable des ressources naturelles, des réponses ont d’ores et déjà été mises en œuvre, notamment par les provinces devenues compétentes en matière environnementale depuis les Accords de Matignon.

## Installations pour le traitement des déchets
La collecte des déchets est de la compétence des communes. Le Syndicat intercommunal du Grand Nouméa (SIGN) est compétent en matière de gestion et d'exploitation du service public du tri, du transport, du traitement et de la valorisation des déchets ménagers et assimilés à l’échelle de l’agglomération du Grand Nouméa (Communes de Nouméa, Mont-Dore, Dumbéa et Païta).
Le traitement des déchets a été délégué en 2005 par le SIGN dans le cadre d'un contrat de concession pour une durée de 30 ans à la Calédonienne de Service Public (CSP).

### Installation de Stockage de Déchets (ISD)
L'installation de stockage de déchets (ISD) qui se trouve à Gadji à Païta est un site de classe II, c’est-à-dire qu’il s’occupe seulement des déchets non dangereux (par exemple les déchets ménagers, les déchets industriels banals, les déchets verts, les matières plastiques, les bois non traités…). Le site est ouvert depuis juin 2007. Il est prévu pour 30 années d’exploitation (fermeture en 2037). Les camions, qui transportent les déchets jusqu’à l’ISD, sont pesés à l’entrée sur un pont bascule. Sur le côté du pont bascule il y a aussi un appareil qui détecte la radioactivité. Les camions seront re-pesés à leur sortie, ce qui permet de calculer le poids des déchets amenés à l’ISD.

### Centre d’Enfouissement Technique (CET)
Un centre d'enfouissement technique ou centre d'enfouissement est une décharge qui permet de stocker des déchets. Il n'existe pas tous sur le territoire puisqu'en 2000, on comptait seulement cinq installations autorisées dont quatre en Province Sud (Moindou, La Foa, Ducos, Mont-Dore) et une en Province Nord. Actuellement, trois nouvelles sont opérationnelles dans les Îles Loyautés (Lifou, Maré et Ouvéa). Ainsi pour 33 communes qui compose le territoire, seulement 8 décharges assurent le stockage des déchets.
Les déchets de l’agglomération du Grand Nouméa sont traités sur les sites de Ducos et du Mont-Dore. Mais le centre de Ducos, qui reçoit 100 000 tonnes de déchets par an arrive à saturation et nécessite un site de substitution. En dehors du Grand Nouméa, le centre d’enfouissement technique de La Foa reçoit, outre les déchets de la commune, ceux de Sarraméa et Farino.

### Dépotoirs et décharges sauvages
Parallèlement aux installations autorisées, on compte 29 décharges officielles mais non autorisées : il s'agit de dépotoirs municipaux n'ayant pas fait l'objet d'un dossier d'autorisation d'exploiter, ou pour lesquels l'autorisation n'a pas été accordée. On recense 10 dépotoirs en province Sud, 18 en province Nord et un seul en province des îles Loyauté.
Un nombre approximatif de 50 décharges sauvages est recensé sur l'ensemble de la Nouvelle-Calédonie, dont 29 sont situées en province des îles Loyauté. Ces décharges, généralement situées à proximité des tribus sont de taille modeste mais posent de graves problèmes de salubrité publique, de pollution de la ressource en eau et d'impact paysager.

### Quai d’apport volontaire (QAV)
Un quai d'apport volontaire ou une déchèterie est un espace clos dans lequel des personnes viennent déposer, gratuitement, des déchets ménagers (papier, carton, plastique, textile), déchets encombrants, déchets verts, ferraille en petite quantité, pneus, batteries de voiture, piles, bois. Il existe qu'un seul actuellement, celui de Ducos. Deux autres QAV seront prochainement construits. L’un à Magenta, près de la maison de quartier Magenta Soleil. L’autre au 6e km, près de la station des Marais.

### Points d’apport volontaire (PAV)
Ce sont des endroits (les commerces, stations-service et autres lieux) équipés de conteneurs spéciaux pour recevoir :
- batteries usagées au plomb;
- piles, batteries de téléphone et d’ordinateur portable;
- véhicules, cycles et motos hors d’usage;
- pneumatiques usagés

Il en existe sur tout le territoire.

## Qualité de l’air

### Station de contrôle de la qualité
Quatre activités principales sont à l’origine d’une dégradation de la qualité de l’air en Nouvelle-Calédonie :
- les centrales thermiques, notamment les deux principales (Doniambo et Népoui) mais aussi les 12 micro-centrales diesel disséminées sur le restant de la Nouvelle-Calédonie, qui peuvent induire une pollution dite acide et des rejets de particules,
- l’activité de la Société Le Nickel qui est à l’origine d’émissions de poussières et de gaz,
- la circulation automobile, qui génère des émissions de particules et de composés azotés et soufrés en particulier en agglomération, ou qui entraîne la mise en suspension de particules,
- l’extraction minière et surtout l’activité de roulage, qui engendrent la mise en suspension de particules.

Concernant la surveillance de la qualité de l’air, l’Association Scal-Air procède à des contrôles pour les poussières en suspension dans l'agglomération de Nouméa et autour de l'usine du Sud.
Ces contrôles sont effectués par des stations fixes implantées à Logicoop, Montravel, Faubourg Blanchot et à l'Anse Vata. Une station mobile opérationnelle depuis 2010 vient compléter le dispositif de contrôle.

### Une réglementation longtemps attendue et des perspectives d'amélioration
En 2016, l'élue Nina Julié dépose une proposition de délibération portant réglementation pour l'amélioration de la qualité de l'air , jusqu'ici inexistante en Nouvelle-Calédonie, alors même que des études locales tendent à en montrer les effets délétères sur la santé. Cette réglementation est votée à l'unanimité le 11 janvier 2017 par le Congrès de la Nouvelle-Calédonie.
Enfin, des améliorations substantielles de la qualité de l'air en Nouvelle-Calédonie sont attendues de la mise en œuvre du schéma pour la transition énergétique en Nouvelle-Calédonie et du remplacement de la très polluante centrale électrique au fuel de l'usine métallurgique de la Société Le Nickel, à Nouméa, par une centrale au gaz préconisée par les experts missionnés par l'État.

## Eaux et assainissement
La gestion des réseaux d’eau potable est effectuée sur le territoire selon trois formes : l’affermage, la concession et la régie municipale. Les communes ont majoritairement choisi une régie communale, six ont opté pour un système d’affermage et deux ont concédé ce domaine d’activité.
La ressource en eau est le plus souvent obtenue par le biais de captages ou de tranchées drainantes, ainsi que par des forages. À Ouvéa, outre un forage qui alimente exclusivement le dispensaire, l’eau est obtenue grâce à une unité de désalinisation d’une capacité de 250 m3 par jour, et par des citernes.

### Eaux usées
Les eaux usées sont stockées dans des stations d'épurations pour y être traitées (nettoyées) avant d’être déversées dans le milieu nature. Leur acheminement est rendu possible grâce à des collecteurs d'eaux usées qui nécessitent la mise en place de passerelle technique permettant de les supporter.
Concernant le traitement de ces eaux usées, la quasi-totalité des communes (sauf Houaïlou et Kouaoua) procède au minimum à des chlorations d’eau. Si Houaïlou n’apporte aucun traitement à l’eau distribuée, Kouaoua procède par contre par décantation et filtration.

### Assainissement
L’assainissement a pour objet de collecter puis de traiter avant rejet dans le milieu naturel, les eaux usées (eau de vaisselle, lessive, toilettes…) et pluviales (eaux de pluie issues des toitures, du ruissellement sur les chaussées…).
Concernant l’assainissement, les communes sont inégalement équipées : quatre d’entre elles (Hienghène, Poindimié, Nouméa et Dumbéa) disposent d’une ou plusieurs stations d’épuration, quatre autres communes procèdent par lagunage et enfin, certaines n’utilisent que des fosses septiques (Ouégoa et Païta). Environ 20 communes ne pratiquent aucun assainissement et un tiers des municipalités, dont Nouméa, rejette des effluents collectifs à la mer.

## Contribution au réchauffement climatique
La Nouvelle-Calédonie est absente du protocole de Kyoto : la France ne l’intègre pas dans ses calculs d’émissions de CO2. Elle n’est pas non plus concernée par les engagements pris par la France dans le cadre de l’Accord de Paris.
L’extraction du nickel représente une activité extrêmement polluante. En conséquence, les émissions de gaz carbonique par habitant de la Nouvelle-Calédonie sont très élevées et sont en augmentation,.
Selon "Notre Monde en Données", le "Global Carbon Project", l'"Agence Calédonienne de l'Energie", la Nouvelle-Calédonie en 2020 émet 27 tonnes de CO2 par habitant(10,2 tonnes en 2000). La France métropolitaine a émis  5,3 tonnes de CO2 par personne en 2017.
Les trois mines de nickel actuelles sont situées sur la Grande Terre, et l'industrie minière est responsable de 77% de la consommation d'énergie de l'archipel.